# 鸿德堂

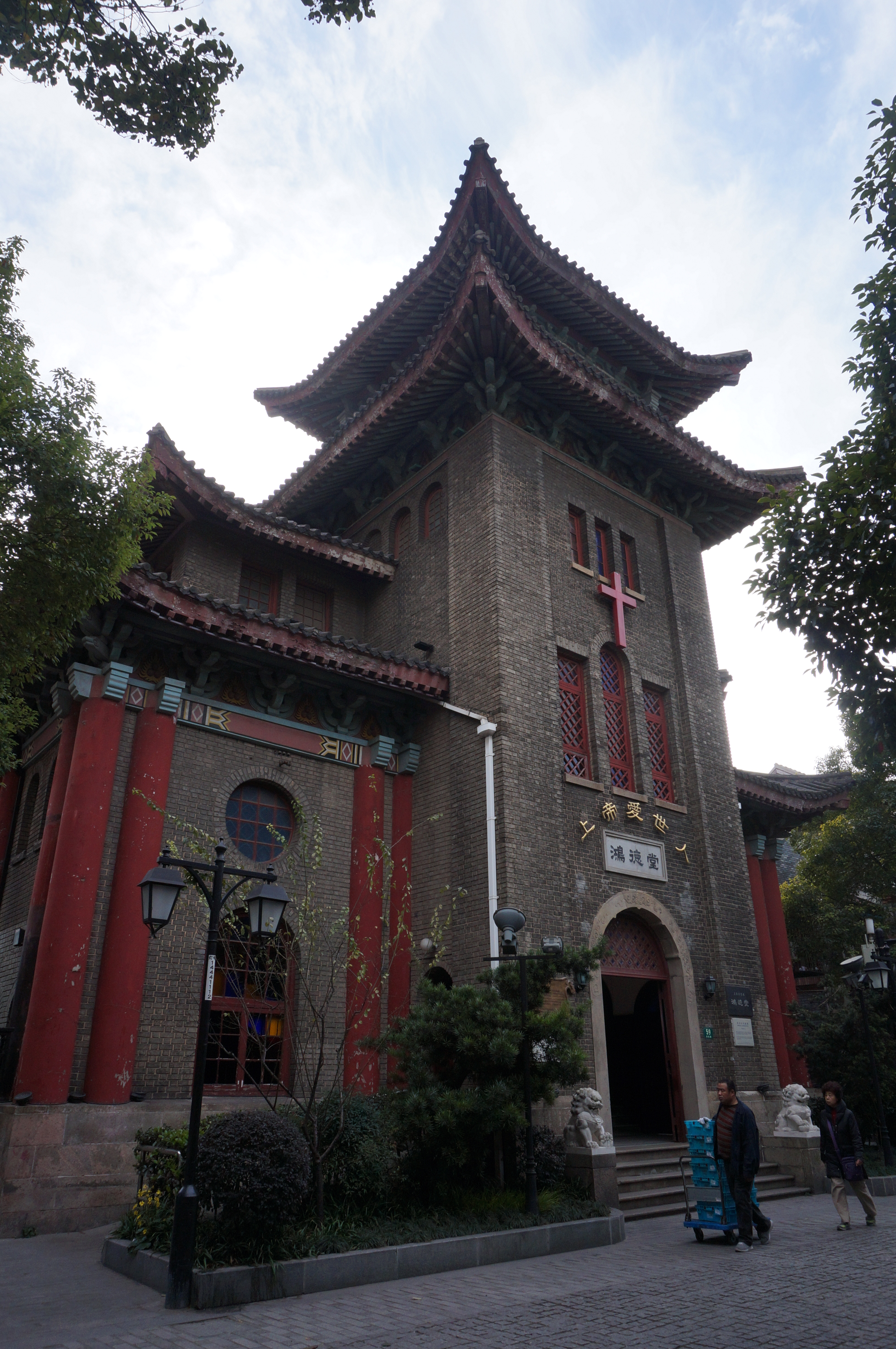
鸿德堂

鸿德堂（英語：Fitch Memorial Church）是中国上海的一座基督教新教教堂，这是一座青砖砌筑的中国古典宫殿风格的教堂建筑，留下了1920－1930年代中国基督教本色运动的痕迹；同时，这座教堂所处的特殊的地理位置——上海市虹口区多伦路59号，坐南朝北——在租界时代属于上海公共租界越界筑路地段，使得它走过了独特的历史轨迹。

## 历史

### 起源
该教堂原来由基督教美北长老会创办，堂名就是为了纪念该会的著名传教士、美华书馆负责人费启鸿（George F. Fitch, 1845－1923）。最初的地址就在北京路清源里美华书馆，堂名思娄堂，是纪念美北长老会第一个来华的传教士娄理华（Walter Macon Lowrie，1819年-1847年8月）。20世纪初，美华书馆迁到北四川路横浜桥扩建。1925年，思娄堂也北迁到虹口的窦乐安路（今多伦路）重建。并改名为鸿德堂，以纪念1923年去世的费启鸿。1928年10月新堂落成。

### 变迁
1932年，一二八事变中，鸿德堂牧师蒋时叙夫妇以及信徒等10人遭日军杀害。此后，暂借四川中路青年会殉道堂举行礼拜，数月后复堂。1937年，八一三事变爆发，鸿德堂迁出虹口，抗日战争胜利后在原址复堂。 
1958年，鸿德堂定为虹口区4个基督教新教三自爱国教会联合礼拜场所之一，继续开放。

### 关闭
1966年起，“文化大革命”期间，鸿德堂停止宗教活动。

### 恢复
1990年，经过修理整新，于1992年8月30日正式复堂。鸿德堂每星期日上午举行礼拜一次，有500多人参加，此外每周有祷告会、唱诗班活动等。

## 建筑
恰逢1920－1930年代，上海和全中国的基督教兴起本色运动，流行建造中国传统样式的教堂，因此今天这里是上海现存的唯一中国传统风格的基督教堂：重檐四方攒尖顶的钟楼、青砖外墙、仿木结构的红色列柱和彩绘。已被定为第二批上海市优秀历史建筑。

## 事件
1932年一二八事变中，鸿德堂牧师蒋时叙夫妇以及信徒等10人遭日军杀害。
1934年，宋尚节脱离伯特利环游布道团后，在鸿德堂布道一周，到会者四五百人，有104人接受基督信仰。